# E. Lockhart
E. Lockhart, pseudoniem van Emily Jenkins (New York, 13 september 1967), is een Amerikaanse schrijfster van young adult-romans. Onder haar echte naam, Emily Jenkins, publiceerde ze prentenboeken en fictie voor volwassenen. Ze is vooral bekend van de Ruby Oliver-reeks, The Disreputable History of Frankie Landau-Banks en We Were Liars.

## Biografie
Jenkins groeide op in Cambridge, Massachusetts, en in Seattle, Washington. Tijdens haar middelbareschooltijd volgde ze zomercursussen drama aan de Northwestern University en bij het Children's Theatre Company in Minneapolis. Ze ging naar de Lakeside School, een privéschool in Noord-Seattle. Ze studeerde aan Vassar College, waar ze zich richtte op geïllustreerde boeken en de Amerikaanse illustrator Barry Moser interviewde voor haar afstudeerscriptie. Daarna ging ze naar de graduate school van Columbia University, waar ze promoveerde in de Engelse literatuur.

### Schrijver
Voor de young-adultmarkt schrijft Jenkins onder het pseudoniem E. Lockhart. "Lockhart" was de achternaam van haar grootmoeder van moederskant. Haar eerste boek onder dit pseudoniem was de roman The Boyfriend List, uitgegeven in 2005 door Random House Dell Delacorte Press. Hierop volgden drie vervolgen: The Boy Book (2006), The Treasure Map of Boys (2009) en Real Live Boyfriends (2010). Samen staan deze vier boeken ook bekend als de Ruby Oliver-reeks, genoemd naar het hoofdpersonage.
Een andere tienerroman, The Disreputable History of Frankie Landau-Banks (2008), werd genomineerd voor zowel de National Book Award for Young People's Literature als de Michael L. Printz Award. We Were Liars haalde de shortlist van vier boeken voor de Guardian Children’s Fiction Prize 2014. Deze jaarlijkse prijs, toegekend door Britse kinderboekenschrijvers, bekroont het beste in het Verenigd Koninkrijk uitgegeven kinderboek van een auteur die de prijs nog niet eerder heeft gewonnen.
Onder haar echte naam heeft Jenkins samengewerkt met illustratoren aan kinderboeken en prentenboeken. Deze werken zijn meerdere keren bekroond, waaronder met de Oppenheim Toy Portfolio Platinum Book Award (voor Toys Go Out, geïllustreerd door Paul O. Zelinsky) en twee tweede plaatsen bij de Boston Globe–Horn Book Award (voor Five Creatures, geïllustreerd door Tomek Bogacki, en That New Animal, geïllustreerd door Pierre Pratt).
In juni 2025 ging We Were Liars, een Amerikaanse psychologische thrillerserie gebaseerd op haar gelijknamige roman uit 2014, in première op streamingdienst Prime Video.

### Kinderboeken, als Emily Jenkins
- The Secret Life of Billie's Uncle Myron, samen met haar vader Len Jenkin (geen 's') (Macmillan/Henry Holt BYR, 1996)
- Five Creatures, geïllustreerd door Tomek Bogacki, (Farrar, Straus and Giroux/Frances Foster, 2001)
- My Favorite Thing (According to Alberta), geïllustreerd door Anna Laura Cantone (Simon & Schuster/Anne Schwartz, 2004)
- Daffodil, geïllustreerd door Tomek Bogacki (FSG/Frances Foster, 2004)
- That New Animal, geïllustreerd door Pierre Pratt (FSG/FF, 2005)
- Daffodil, Crocodile, geïllustreerd door Tomek Bogacki (FSG/FF, 2006)
- Love You When You Whine, geïllustreerd door Sergio Ruzzier (FSG/FF, 2006)
- Toys Go Out: Being the Adventures of a Knowledgeable Stingray, a Toughy Little Buffalo, and Someone called Plastic, geïllustreerd door Paul O. Zelinsky (Random House/Schwartz & Wade, 2006)
- Bea and Haha board books, geïllustreerd door Tomek Bogacki (FSG/FF, 2006): 1. Num, num, num!; 2. Hug, hug, hug!; 3. Plonk, plonk, plonk!; 4. Up, up, up!
- What Happens on Wednesdays, geïllustreerd door Lauren Castillo (FSG/FF, 2007)
- Skunkdog, geïllustreerd door Pierre Pratt (FSG/Frances Foster, 2008)
- The Little Bit Scary People, geïllustreerd door Alexandra Boiger (Hyperion BFC, 2008)
- Toy Dance Party: Being the Further Adventures of a Bossy-Boots Stingray, a Courageous Buffalo, and a Hopeful Round Someone called Plastic, geïllustreerd door Paul O. Zelinsky (2008)
- Sugar Would Not Eat It, geïllustreerd door Giselle Potter (Schwartz & Wade, 2009)
- Small Medium Large, geïllustreerd door Tomek Bogacki (Cambridge, MA: Star Bright Books, 2011)
- Toys Come Home: Being the Early Experiences of an Intelligent Stingray, a Brave Buffalo, and a Brand-New Someone called Plastic, geïllustreerd door Paul O. Zelinsky (Schwartz & Wade, 2011)
- Invisible Inkling, geïllustreerd door Harry Bliss (HarperCollins/Balzer + Bray, 2011)
- Lemonade in Winter: A Book About Two Kids Counting Money, geïllustreerd door G. Brian Karas (Schwartz & Wade, 2012)
- Dangerous Pumpkins, geïllustreerd door Harry Bliss (HarperCollins/Balzer + Bray, 2012) – Invisible Inkling #2
- The Whoopie Pie War, geïllustreerd door Harry Bliss (HarperCollins/Balzer + Bray, 2013) – Invisible Inkling #3
- Water in the Park, geïllustreerd door Stephanie Graegin (Schwartz & Wade, 2013)
- A Fine Dessert, geïllustreerd door Sophie Blackall (Schwartz & Wade, 2014)
- Princessland, geïllustreerd door Barbara McClintock (FSG/FF, 2014)
- Toys Meet Snow: Being the Wintertime Adventures of a Curious Stuffed Buffalo, a Sensitive Plush Stingray, and a Book-Loving Rubber Ball, geïllustreerd door Paul O. Zelinsky (Schwartz & Wade, 2015)
- The Fun Book of Scary Stuff  geïllustreerd door Hyewon Yum (FSG, 2015)
- Tiger and Badger, geïllustreerd door Marie-Louise Gay (Candlewick, 2016)

### Boeken voor volwassenen, als Emily Jenkins
- Tongue First: Adventures in Physical Culture (1998)
- Mister Posterior and the Genius Child (Berkley Books, 2002)

### Young-adult boeken, als E. Lockhart
- Fly on the Wall: How One Girl Saw Everything (Delacorte BYR, 2006), in het Nederlands vertaald als: De wonderbaarlijke dag dat ik alles kon horen en zien in de jongenskleedkamer
- Dramarama (Hyperion, 2007), In het Nederlands vertaald als: Auditie!
- The Disreputable History of Frankie Landau-Banks (Hyperion, 2008)
- Genuine Fraud (Delacorte, 2017)
- Again Again (Delacorte, 2020)

#### Ruby Oliver reeks
- The Boyfriend List:15 Guys, 11 Shrink Appointments, 4 Ceramic Frogs, and Me, Ruby Oliver) (Random House/Delacorte Press, 2005), in het Nederlands vertaald als: 15 jongens, 4 kikkers & ik
- The Treasure Map of Boys: Noel, Jackson, Finn, Hutch, Gideon, and Me, Ruby Oliver (Delacorte, 2009), in het Nederlands vertaald als: Help, ik kan niet kiezen!
- Real Live Boyfriends: Yes, Boyfriends, Plural, if my Life weren't Complicated, I wouldn't be Ruby Oliver (2010) – Ruby Oliver #4, in het Nederlands vertaald als: Help, ik heb een vriendje!
- The Boy Book: A Study of Habits and Behaviors, Plus Techniques for Taming Them (Delacorte, 2006), in het Nederlands vertaald als: Het jongensboek

#### Liars reeks
- We Were Liars (Delacorte, 2014), in het Nederlands vertaald als: Wij leugenaars
- Family of Liars (Delacorte, 2022), in het Nederlands vertaald als: Een zee van leugens
- We Fell Apart (Delacorte, 2025)

### Als co-auteur
- How To Be Bad (HarperTeen, 2008), door Lockhart, Sarah Mlynowski, en Lauren Myracle
- The Upside-Down Magic serie (door Sarah Mlynowski, Lauren Myracle, en Emily Jenkins)

1. Upside-Down Magic
2. Sticks & Stones
3. Showing Off
4. Dragon Overnight
5. Weather or Not
6. The Big Shrink

- Bibsys: 15001312
- Bibliothèque nationale de France: cb145571953 (data)
- Catàleg d'autoritats de noms i títols de Catalunya: 981058527041106706
- CiNii: DA18504671
- Gemeinsame Normdatei: 137678436
- International Standard Name Identifier: 0000 0000 0483 3537
- Library of Congress Control Number: n2004023986
- Nationale Bibliotheek van Letland: 000216426
- Bibliotheek van het Japanse parlement: 00901305
- Nationale Bibliotheek van Tsjechië: xx0193951
- Nationale bibliotheek van Australië: 53004535
- Nationale Bibliotheek van Israël: 987007518838405171
- Nederlandse Thesaurus van Auteursnamen: 288397614
- LIBRIS: 378729
- Système universitaire de documentation: 126042454
- Trove: 1532256
- Virtual International Authority File: 47002936
- WorldCat: E39PCjB9GkRdw464ydmwYckfmb